# Slelde
Slelde er en forhenværende landsby som i dag er en del af byområdet Skibet i Vejle. Landsbyen kan dateres tilbage til 1475. I 1688 bestod byen af blot 4 gårde. 